# Roberto González Fernández
Roberto González Fernández (Monforte de Lemos, Lugo, 1948) es un pintor, dibujante y fotógrafo español.
Su pintura se caracteriza por un gran realismo formal con elementos simbólicos y protagonismo del cuerpo humano, además de elementos de protesta, irónicos u oníricos. El homoerotismo abierto y el tratamiento de la figura masculina son también claves en su obra, por lo que se le ha considerado una figura pionera al respecto en el contexto artístico español contemporáneo.

## Trayectoria

### Inicios y años setenta
En 1967 inició sus estudios preuniversitarios en La Coruña y realizó una primera muestra en la galería coruñesa Artes, bajo el pseudónimo "Rubianes". Al año siguiente se mudó a Madrid, donde entre 1969 y 1974 estudió en la Escuela de Bellas Artes de San Fernando. En 1973 realiza sus primeras series, que estarán ya marcadas por dos de los elementos más característicos de lo que será su obra posterior: un realismo abstracto de gran precisión técnica e influido por la pintura metafísica y la pintura clasicista, y la temática homoerótica. Estas series son Retratos acrílicos, Parejas de beisbolistas, Eróticos y Refinerías.
Aunque coétaneo con la nueva figuración madrileña, en los años siguientes continuó desarrollando un estilo altamente individual, entre el hiperrealismo y el simbolismo. En 1977 se trasladó a Edimburgo, donde residió y expuso en los años siguientes, alternándolo a partir de 1982 con temporadas en Madrid y visitas y exposiciones en Galicia.

### Años ochenta y noventa
En estas décadas continuó cultivando y depurando su estilo, con obras como Historia Sagrada (1981), e incorpora puntualmente temas de carácter más social manteniendo sus compromisos formales. Ese es el caso de su serie Parade (1980), que recoge el clima colectivo de la manifestación del Orgullo de Los Ángeles. En 1984 obtuvo una beca de la New York Foundation for the Arts. En esos años reflexiona sobre cuestiones de la tradición literaria y de la historia del arte, y hacia el final de la década van cobrando más peso los elementos simbólicos y temas como la incomunicación del ser humano. Asimismo, experimenta con formatos como el díptico y el políptico.
En los años noventa se centrará en el óleo sobre lienzo, intercalando este formato con el de la fotografía. Temáticamente, trata temas como la victimización, la muerte, la iconografía barroca y la figura de San Sebastián.

### Años dosmil y últimas décadas
Además de continuar realizando series propias, a partir de 2005 comenzó a colaborar con David Trullo como pareja artística bajo el nombre de RGF+DDT. Entre sus obras se encuentran el tríptico Sebas, el libro de artista Meetings (con textos de Leopoldo Alas), Planetas y Satélites, Parque Temático Gay (Diez Mandamientos) (2006), Pic-Nics, Cinco Cuentos Chinos y El jardín de las malicias (2007).

En noviembre de 2008 realizó una exposición antológica en Ferrol, con unas 300 obras de todo su recorrido como creador.

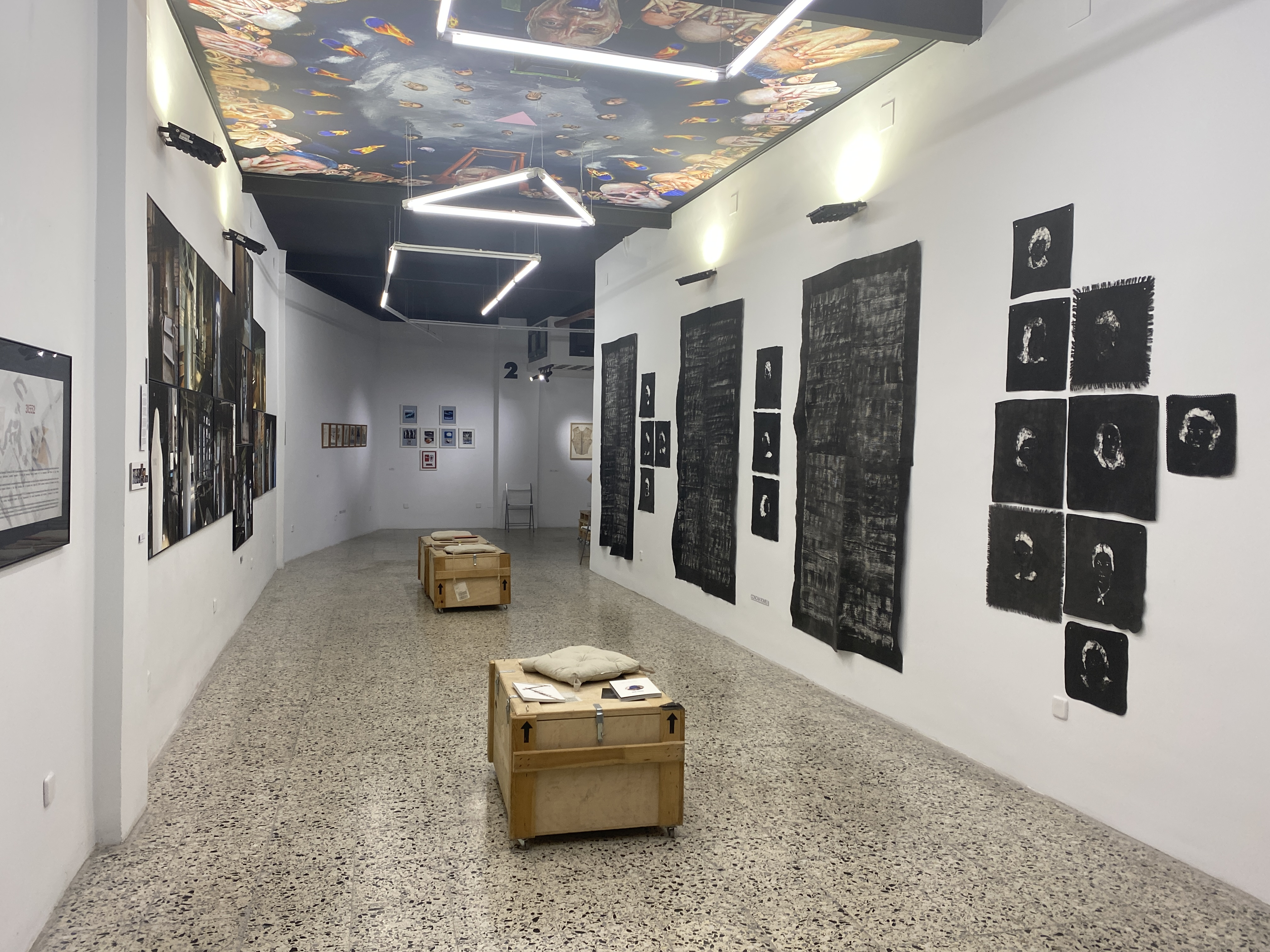
Spacio RGF de arte contemporáneo

En 2022 inauguró en Madrid junto a su marido Javier Mazorra el Studio RGF (calle Arriaza 11), un espacio-taller sin ánimo de lucro y abierto al público, en el que se realizan exposiciones de amigos en pequeños grupos de artistas noveles y consagrados. Ese año se editó el catálogo de tres vólumenes de su obra completa de 1961 a 2022.

## Museos y colecciones
Su obra forma parte de importantes colecciones gallegas (Colección Caixanova, Diputación de La Coruña, Museo de Bellas Artes de La Coruña), escocesas (Edinburgh City Art Center, Museo Hunterian y Museo Kelvingrove de Glasgow) y españolas (Fundación Argentaria, Comunidad de Madrid), así como otros centros de arte en el mundo (Colección Forbes de Nueva York) y el Museo Victoria & Albert de Londres), entre otros.